# L'aquila e il falco (film 1933)
L'aquila e il falco (The Eagle and the Hawk) è un film del 1933 diretto da Stuart Walker.
È ispirato al racconto Death in the Morning di John Monk Saunders.